# マレー・ダーリング盆地

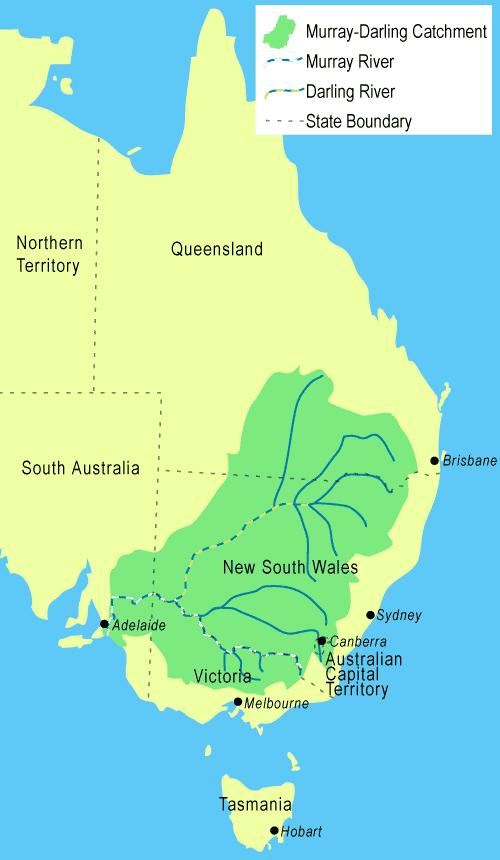
マレー・ダーリング盆地の位置

マレー・ダーリング盆地（マレー・ダーリングぼんち Murray–Darling Basin）は、オーストラリア南東部に位置しており 、名前は盆地を流れる2大河川、 マレー川とダーリング川に由来する。オーストラリアで最も重要な農業地域の一つであり、ニューサウスウェールズ州 、ビクトリア州 、オーストラリア首都特別地域 、およびクイーンズランド州 と南オーストラリア州にまたがる広大なものである。
1061469km2の面積をほこる広大な盆地のほとんどが平坦な低地であり、内陸に位置するため降水量は少ない。だが、スノーウィーマウンテンズ計画の灌漑事業により、マレー川の流量が増幅されているため、盆地一帯では農業が盛んになっている。この盆地を流れる河川は全体的に距離が長い傾向があり、流れはゆったりとしており、大量の水を運搬する。
盆地内に大きな氾濫原があり、その上に多数の小川、三日月湖、森林と広大な湿地がある。生物相が豊富で、クサムラツカツクリ、イエアメガエル、カーペットニシキヘビ、ニンガウイ、フクロトビネズミ、ノドジロセスジムシクイなどが生息している。盆地内のリバーランド生物圏保護区、ヤソング国立保護区、ハッター＝クキン・マレー＝クキン生物圏保護区、バーキンジ生物圏保護区は過去にユネスコの生物圏保護区に指定されたが、2018年と2020年に全ての指定が解除された。